# U21-världsmästerskapet i handboll för herrar 1979
U21-världsmästerskapet i handboll för herrar 1979 var den andra upplagan av U21-VM i handboll på herrsidan och spelades i Danmark och Sverige från den 23 oktober till 2 november 1979. Världsmästare blev Sovjetunionen.

## Medaljörer
| Guld          | Silver      | Brons |
| ------------- | ----------- | --- |
| Sovjetunionen | Jugoslavien | SverigeGunnar Gustavsson Rolf Hertzberg Mats Olsson Stefan Ankarsten Danny Augustsson Peter Brink Mikael Ekdahl Lars-Erik Hansson Håkan Hansson Per-Ove Hermansson Jarmo Hiltunen Mikael Kozak Lars Larsson Christer Magnusson Stig Sánta Christian Zätterström |